# Verklaring van Moskou
De Verklaring van Moskou is een op 30 oktober 1943 door de ministers van Buitenlandse Zaken van de Verenigde Staten (Cordell Hull), de Sovjet-Unie (Molotov), het Verenigd Koninkrijk (Anthony Eden) en de Republiek China (Chiang Kai-shek) ondertekend manifest met betrekking tot de inrichting van de internationale orde na beëindiging van de Tweede Wereldoorlog.
In de verklaring kwamen partijen onder meer het volgende overeen:
- De oorlogsvoering wordt pas gestaakt als alle Asmogendheden zich onvoorwaardelijk hebben overgegeven aan de geallieerden.
- De annexatie van Oostenrijk (Anschluss, 1938) is ongeldig en na de oorlog wordt dit land weer vrij en onafhankelijk.
- Italië wordt een democratische staat met vrijheid van meningsuiting en vrijheid van geloofsbelijdenis.
- De oorlogsmisdadigers van de Asmogendheden zullen worden berecht door een coöperatief rechtscollege van de ondertekenende Geallieerde machten. Dit innovatieve juridische concept vormde de grondslag van het Proces van Neurenberg.

Deze verklaring werd afgelegd aan het einde van de Derde Moskouconferentie waar het idee is geboren een permanente alliantie op te richten, waaruit de Verenigde Naties voortvloeiden. Tot dan toe was de term Verenigde Naties gebruikt als koepelbegrip voor de geallieerde samenwerking tijdens de Tweede Wereldoorlog.
Roosevelt, Churchill en Stalin, de geallieerde oorlogsleiders, tekenden het slot van het manifest waarin werd vastgelegd dat uit observaties is gebleken van monsterlijke misdaden, massamoord en andere gruweldaden, gepleegd door personen onder leiding van Adolf Hitler. Overeengekomen werd dat de oorlogsmisdadigers van de As na het einde van de oorlog wereldwijd zouden worden opgespoord en teruggestuurd naar de grondgebieden waar zij hun gruweldaden hadden begaan om daar te worden berecht door het bestuur dat er na de bevrijding zal zijn geïnstalleerd, dus voor het oog van de bevolking die door de gruweldaden is getroffen. Personen wier daden niet met een geografische locatie in verbinding kunnen worden gebracht, zullen worden berecht op een nader door de geallieerden te bepalen locatie.